# Pompeiòpolis (Paflagònia)
Pompeiòpolis (llatí Pompeiopolis) fou una ciutat de Paflagònia a la riba sud de l'Amnias, afluent de l'Halis. Se suposa fundada per Gneu Pompeu el gran. Segons els Itineraris era a uns 40 km de Sinope, propera a la moderna Taşköprü (província de Kastamonu, Turquia), on s'han trobat restes d'una antiga ciutat.
Fou seu episcopal.